# Biochimie clinique
La biochimie clinique ou chimie pathologique ou chimie clinique est le domaine de la biologie médicale qui est en général concerné par l'analyse des molécules contenues dans les fluides corporels (sang, liquide cérébrospinal, urines, etc.) et l'interprétation des résultats de ces analyses par un biologiste médical dans le but de caractériser l'origine physiopathologique d'une maladie.

## Historique
La discipline est apparue vers la fin du XIXe siècle avec l'utilisation de tests chimiques simples pour divers composants du sang et de l'urine.

## Description
La biochimie clinique représente l'une des cinq spécialités de la biologie médicale, avec l'hématologie, la microbiologie, la pathologie et la génétique. La biochimie clinique est principalement pratiquée en laboratoire hospitalier et traite de la biochimie en relation avec les processus physiopathologiques humains dont le but est de déterminer un diagnostic, d'établir un pronostic et de suivre l'évolution des maladies ou l'efficacité des traitements.
La biochimie clinique se limite à la recherche ou au dosage des molécules pouvant être impliquées dans une pathologie.
Le travail du biologiste médical spécialisé en biochimie clinique consiste en l'interprétation des résultats en fonction du bilan biologique et avec l'aide du clinicien. Cette interprétation prend en compte les caractéristiques physiologiques du patient (âge, sexe, poids…) et les symptômes repérés par le clinicien dans le but d'aboutir avec lui (à l'aide, si besoin, de tests supplémentaires) au diagnostic de la pathologie.
En France, les examens sont accrédités selon la norme ISO 15189 par le Comité français d'accréditation (Cofrac), section humaine. Au 31 décembre 2017, 99,3 % des laboratoires sont conformes aux normes en vigueurs.

## Sous-domaines
- Hormonologie
- Enzymologie clinique
- Toxicologie clinique analytique
- Dans certains pays, l'immunopathologie en fait également partie.

## Liste de tests courants en biochimie clinique
- Sodium
- Potassium
- Chlorure
- Bicarbonate
- Urée
- Créatinine
- Calcium
- Phosphate
- Albumine
- Bilirubine
- AST
- ALT
- Gamma-GT
- Phosphatase alcaline
- Magnésium
- Osmolalité
- Acide urique
- Fer
- Transferrine
- Protéines totales
- Globulines
- Glucose
- Protéine C-réactive
- HbA1c
- Cholestérol
- Triglycérides
- TSH
- Amylase
- Lipase
- etc.